# Треугольная функция
Треугольная функция, треугольный импульс — специальная математическая функция, определяемая как кусочно-линейная в виде:
{\displaystyle \operatorname {tri} (t)=\land (t)={\begin{cases}1-|t|;&|t|<1\\0&{\mbox{otherwise}}\end{cases}},}
или через свёртку двух единичных прямоугольных функций:
{\displaystyle {\begin{aligned}\operatorname {tri} (t)=\operatorname {rect} (t)*\operatorname {rect} (t)\quad &{\overset {\underset {\mathrm {def} }{}}{=}}\int _{-\infty }^{\infty }\mathrm {rect} (\tau )\cdot \mathrm {rect} (t-\tau )\ d\tau \\&=\int _{-\infty }^{\infty }\mathrm {rect} (\tau )\cdot \mathrm {rect} (\tau -t)\ d\tau .\end{aligned}}}

## Применения
- Функция находит применение в обработке сигналов и радиосвязи, представляя собой идеализированный сигнал, являющийся составной частью более сложных реальных сигналов. Также применяется в широтно-импульсной модуляции для передачи и детектирования цифровых сигналов.
- Используется в спектральном анализе по ограниченной выборке данных как оконная функция, в этом случае её обычно называют «окном Бартлета».
- Подобные функции используются в методе конечных элементов, в качестве базиса первого порядка[1].

## Свойства
Преобразование Фурье треугольного импульса:
{\displaystyle {\frac {1}{\sqrt {2\pi }}}\int \limits _{-\infty }^{\infty }{\textrm {tri}}(t)e^{-i\omega t}\,dt}
{\displaystyle ={\sqrt {2\pi }}\left({\frac {{\textrm {sinc}}({\frac {\omega }{2\pi }})}{\sqrt {2\pi }}}\right)^{2}}
{\displaystyle ={\frac {1}{\sqrt {2\pi }}}\cdot \mathrm {sinc} ^{2}\left({\frac {\omega }{2\pi }}\right)}
{\displaystyle \int \limits _{-\infty }^{\infty }\mathrm {tri} (t)\cdot e^{-i2\pi ft}\,dt\ =\ \mathrm {sinc} ^{2}(f)}

Эти результаты следуют из преобразования Фурье прямоугольной функции и свойства свёртки преобразований Фурье двух сигналов.